# 沙爾夫-蓋爾斯滕貝格美術館

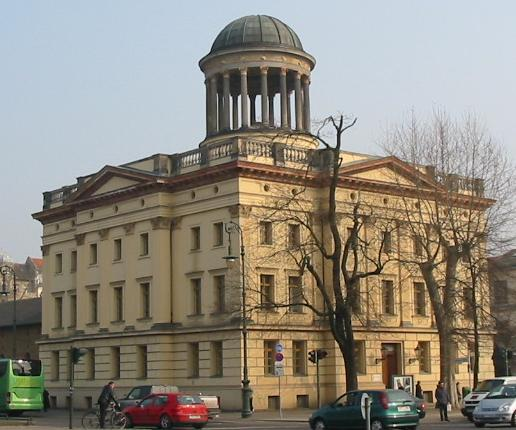
2008 年的沙尔夫-盖尔斯滕贝格美术馆

沙爾夫-蓋爾斯滕貝格美術館（德語：Sammlung Scharf-Gerstenberg）是位於德國首都柏林的一座美術館。沙爾夫-蓋爾斯滕貝格美術館成立於2008年，是國家美術館的一部分。